# Anton Pedersen
Anton Pedersen, född 1887, död 1978, var en dansk trädgårdsvetare.
Pedersen var från 1926 professor i allmän trädgårdsodling, fruktodling och plantskoleskötsel vid Landbohøjskolen i Köpenhamn. Bland hans publicerade verk återfinns Danmarks Frugtavl (1925).